# سيراط بومدين
سيراط بومدين (1947 وهران- 20 أغسطس 1995 مستغانم) ممثل ومسرحي جزائري. اكتشفه أحد عمالقة المسرح الجزائري ولد عبد الرحمان كاكي وأسند له عدة أدوار في مسرحيات كالقراب والصالحين سنة 1966. اشتهر سيراط بومدين بقدرته الرائعة على تقمص عدة شخصيات في نفس الوقت سواء على المسرح أو أمام الكاميرا. كما تميز بقدراته الابداعية وتقنياته في التعبير من خلال حركاته الجسمية. عرف بحبه للنكت كوسيلة تعبير.
توفي سيراط بومدين في 20 أغسطس 1995 في مستشفى مدينة مستغانم، المدينة التي احتضنت مهرجان المسرح الهاوي في طبعته 27 والتي شارك فيها سيراط.

## المشوار الفني
بدأ حياته المهنية كضارب على آلة الراقنة في المسرح. أبدأ حياته الفنية سنة 1965 بدار الشباب، وأول مسرحية له كانت سنة 1965 تحت عنوان «إفريقيا قبل العام الأول». في سنة 1968 انخرط في مسرح الهواة ثم المسرح المحترف سنة 1969. شارك رفقة بوعلام حجوطي في مسرحيات «اللثام» و«اللي كلا يخلص» (من أكل يجب أن يدفع) و«البلعوط». كما أنه شارك في العديد من مسرحيات الخالدة لعبد القادر علولة مثل «العلق» و«الخبزة» و«حمام ربي» و«الأجواد».
سنة 1990 التحق سيراط بتعاونية أول ماي التي استحدثها عبد القادر علولة. ثم التحق عامين من بعد بالفرقة الحرة «القلعة» والتي ضمت السيدة صونيا ومحمد بن قطاف وزياني شربف عياد وعز الدين مجوبي، حيث شاركهم في أداء مسرحيات مثل «ألف تحية للمشردة» (بالفرنسية: Mille saluts à la vagabonde)‏ للكاتب محمد ديب ومسرحية «أخر المسجونين» لمحمد بن قطاف وإخراج زياني شربف عياد.

## الأعمال التلفزيونية والسينمائية
إضافة إلى مشاركته في أزيد من 20 مسرحية معظمها لعبد القادر علولة. شارك سيراط بومدين في العديد من الأعمال التلفزيونية مثل مسلسل «عايش بالهف» للمخرج محمد حويذق ومسلسل «شعيب الخديم» للمخرج زكريا والتي مست العديد من الجوانب الحياتية للجزائريين من مشاكل وآفات اجتماعية وحتى سياسية في طابع كوميدي.
كما شارك في بعض الأعمال السينمائية مثل «الرماد» للمخرج عبد الكريم بابا عيسى و«حسن نية 2» لغوثي بن ددوش وبطولة فيلم «الصورة» للمخرج الحاج رحيم سنة 1994 وكان آخر عمل عرف لسيراط بومدين.

## الجوائز والتكريم
شارك سيراط في العديد من المهرجانات المسرح المحترف. وقد نال سنة 1986 جائزة أحسن أداء في مهرجان قرطاج بتونس بعد منافسة مع المصري عبد الله غيث. كما كرم في المهرجان الأول للمسرح المغاربي المنظم بوهران في 3 يناير 1995.